# 誑
誑 （おう）（梵: māyā、マーヤー）は、仏教が教える煩悩のひとつ。
欺瞞。自分だけの利益や世間の評判（名聞利養）を得ようとして、様々なはかりごとを心に秘めて、自分が徳のある人物であると見せかける偽りの心である。
説一切有部の五位七十五法のうち、小煩悩地法の一つ。唯識派の『大乗百法明門論』によれば随煩悩位に分類され、そのうち小随煩悩である。